# Giovanni Alberto Ristori
Giovanni Alberto Ristori (nacido en Bologna? 1692 - muerto en Dresde 7 de febrero de 1753) fue un compositor y director de ópera italiano. Era hijo de Tommaso Ristori, líder de una compañía de ópera que trabajaba para el rey de Polonia y Elector de Sajonia Augusto II el Fuerte (basado en Dresde). Augusto II "prestó" su compañía de ópera a la emperatriz rusa Ana para la celebración de su coronación en Moscú.  
Orlando furioso, con libreto de Grazio Braccioli basado en la obra de Ludovico Ariosto es un dramma per musica en tres actos estrenada el 7 de noviembre de 1713 en Venecia.
Calandro, su ópera en tres actos según un libreto de Stefano Benedetto Pallavicini titulada "commedia per musica" fue tanto la primera ópera bufa escrita en Alemania (se estrenó en Dresde el 2 de septiembre de 1726) como la primera ópera italiana interpretada en Rusia. Se representó en 1731 en Moscú bajo su dirección y la de su padre, con trece actores y nueve cantantes entre los que figuraban Ludovica Seyfried, Margherita Ermini y Rosalia Fantasia, .

## Obras, ediciones y grabaciones seleccionadas
Discografía
- Misa - en Weihnachten am Dresdner Hof Kopp (Carus)
- Calandro - Batzdorfer Hofkapelle (Kammerton)
- Divoti Affetti alla Passione di Nostro Signore. Echo du Danube. Accent. 2011
- Canto Divoti Affetti en La Voce Virtuosa: Lute and the Saxon Vocal Tradition PGM 106[1] Incluye la grabación más reciente de "Canto Divotti Affeti" de Ristori, que hasta principios de 1995 se creyó que quedó destruida durante los bombardeos de la Segunda Guerra Mundial de Dresde.